# Lino Brozić (pjesnik)
Lino Brozić (Baredine, 14. travnja 1932. - Pula, 8. studenoga 1978.), hrvatski pjesnik Spada u naraštaj istarskih pjesnika koja se javila i stasala s Istarskim mozaikom. Bilo je to generacija mladića i djevojaka iz istarskih sela koja je u školu krenula poslije završetka rata 1945., a završila srednje i više škole usporedno s Istarskim mozaikom.

## Životopis
Rođen u selu na Buzeštini od roditelja zemljoradnika, u obitelji sa šestero djece. U rodnom selu proveo djetinjstvo. U susjednom Saležu pet je godina pohađao talijansku osnovnu školu, do 1943. godine. Poslije rata upisao nižu gimnaziju u Buzetu. Premda sa samo pet razreda osnovne, prvi razred gimnazije završio odličnim uspjehom. U sljedećoj je školskoj godini prešao u pripravni razred u Opatiji, a nakon toga pohađa Učiteljsku školu u Puli, koju je završio 1952. godine. Prve je pjesme počeo pisati kao učenik Učiteljske škole u Puli 1950-ih godina.
Zaposlio se u Narodnoj šestogodišnjoj školi u Saležu. Nakon tri godine je u Vrhu gdje je dvije godine nastavnik i direktor osnovne škole. Slijedi premještaj u Novake kod Podravske Slatine gdje radi iste poslove. U međuvremenu je upisao višu pedagošku školu u Zagrebu gdje je prve dvije godine studirao izvanredno, a zatim redovno. Diplomirao je 1961. godine na hrvatskom jeziku s književnošću i povijesti. Za boravka u Zagrebu se upoznao i sprijateljio s Tonom Peruškom, profesorom zagrebačke Pedagoške akademije. Prijateljstvo, poslovnu, pedagošku i književnu suradnju s Peruškom Brozić je nastavio i po povratku u Istru. Godine 1959. vratio se Brozić u svoj kraj. U Svetvinčentu je bio direktor osnovne škole do 1963. godine. Tad je prešao na politički rad u Pulu.
Sljedeće 1964. objavio je prve pjesme u zagrebačkom „Telegramu“ i pulskom „Istarskom mozaiku“. Iste godine Brozićev ciklus pjesama nagrađen je drugom nagradom na natječaju „Istarskog mozaika“ za poeziju. Iste godine doživio je tešku prometnu nesreću koja mu je teško ugrozila zdravlje, što se osobito pojačalo nakon smrti majke koju je osobito cijenio, a na godinu i očeve smrti. Zbog bolesti je otišao u mirovinu 1971. godine. Umro je u pulskoj bolnici 1978., a pokopan u Saležu.
Za života objavio je svega osamnaest pjesama: u Telegramu i Istarskom mozaiku. Nakon njegove smrti objavljene su mu izabrane pjesme u časopisu Istra, Buzetskom zborniku i Novoj Istri. Ukupan opus čini mu 37 pjesama. Premda mali opus, koji je prekinut u vrijeme Brozićeva procvata, iznimno je važan. Spada među najznačajnije istarske pjesnike šezdesetih i sedamdesetih godina 20. stoljeća. Vodeći je pjesnik u hrvatskom poslijeratnom pjesništvu pobune.

## Nagrade
- 1964.: Druga nagrada na natječaju Istarskog mozaika za poeziju[1]